# Павловка (Акмолинская область)
Павловка (каз. Павловка) — село в Зерендинском районе Акмолинской области Казахстана. Входит в состав Приреченского сельского округа. Код КАТО — 115653400.

## География
Село расположено на берегу реки Шагалалы, на западе района, в 23 км на северо-запад от центра района села Зеренда, в 4 км на юг от центра сельского округа села Приречное, и в 31 км на юго-западе от областного центра города Кокшетау

### Улицы[3]
- ул. Енбекшилер,
- ул. Жастар,
- ул. Орталык.

### Ближайшие населённые пункты
- село Приречное в 4 км на севере,
- село Кеноткель в 5 км на юге,
- село Айдарлы в 11 км на юго-востоке.

## Население
В 1989 году население села составляло 488 человек (из них русских 44%, казахов 22%). 
В 1999 году население села составляло 413 человек (208 мужчин и 205 женщин). По данным переписи 2009 года, в селе проживало 287 человек (148 мужчин и 139 женщин). 
| Численность населения | Численность населения | Численность населения |
| 1989                  | 1999                  | 2009                  |
| --------------------- | --------------------- | --------------------- |
| 488                   | ↘413                  | ↘287                  |